# Danbury, Connecticut
Danbury là một thành phố tại hạt Fairfield, tiểu bang Connecticut, Hoa Kỳ. Thành phố nằm trong Vùng đô thị New York. Dân số theo điều tra năm 2005 của Cục điều tra dân số Hoa Kỳ là 78.736 người, dân số ngày 1 tháng 7 năm 2009 là 79.743 người, diện tích là km². 
Danbury là thành phố lớn thứ 4 quận Fairfield và là thành phố lớn 7 bang Connecticut. Thành phố được đặt tên theo Danburry, Essex ở Anh. Thành phố có biệt danh Thành phố mũ nón do nó từng là một trung tâm sản xuất mũ nón, có thời điểm chiếm 25% sản lượng nón mũ ở Mỹ. Danbury có bệnh viện Danbury, trường trung học Danbury và Đại học Tiểu bang Tây Connecticut.